# Stoddard, Wisconsin
Stoddard là một làng thuộc quận Vernon, tiểu bang Wisconsin, Hoa Kỳ. Năm 2006, dân số của làng này là 815 người.